# Constantin Toma (senator)
Constantin Toma (n. 1 februarie 1959, Țintești, România) este un politician român, primar al municipiului Buzău începând cu 2016. Anterior, a fost senator în legislatura 2000–2004 ales în județul Buzău pe listele Partidului Social Democrat (PSD).